# A Blind Orphan Girl
A Blind Orphan Girl (xinès simplificat: 盲孤女) Pel·lícula muda xinesa de l'any 1925, d'una durada de 100 minuts.. Produïda per Mingxing Film Company. Guió i direcció de  Zhang Shichuan.

## El director
Zhang Shichuan (xinès simplificat: 张石川) (Ningbo 1889 - Shanghai1953). Productor i director de cinema xinès. Considerat com un dels principals pioners del cinema xinès i, per tant, un dels pilars de la "primera generació" de directors xinesos, que va realitzar al voltant de 160 pel·lícules de diferents gèneres. El 1922, amb el seu amic Zheng Zhengqiu i tres socis més, sobrenomenats "els cinc tigres generals" ("五虎将"),  va fundar una nova empresa: la Mingxing Company (明星影片公司), o Star Motion Picture Company Ltd. a Shanghai.

## Trama
La pel·lícula explica la història d'un parell de germanastres i les seves tortuoses experiències vitals. Després de la mort de l'empresari de Wuxi, Li Bingsheng, les seves filles fills Cuiying i Haishan van experimentar situacions molt diferents. Cuiying va ser maltractada per la seva madrastra Chen i va ser obligada a treballar en una fàbrica de seda, on va ser assetjada pel capatàs Wang Changgen. Tot i que Haishan va donar suport a Cuiying, no va ser rival per a Wang Changgen. Cuiying estava desesperada i volia suïcidar-se, però va ser rescatada per un malfactor Mao Jinkui i adoptada com filla seva. Mao Jinkui va intentar cometre adulteri, però afortunadament va ser aturat per Zhao Zhongyu, que el va fer empresonar. Els sentiments entre Zhao Zhongyu i Cuiying es van aprofundir i, després que Cuiying recuperés la vista, els dos es van casar. Per la seva part, Chen va portar Haishan a Shanghai i finalment van poder tenir una vellesa feliç.

## Repartiment
| Actor / Actriu | Paper         |
| -------------- | ------------- |
| Chen Xueqin    | Chen          |
| Huang Junfu    | Lu Asan       |
| Wang Jiting    | Zhao Zhongyu  |
| Wang Xianzhai  | Chu           |
| Xuan Jinglin   | Li Cuying     |
| Zhao Weisan    | Zhao Hengfu   |
| Zhao Chen      | Wang Changgen |

1. ↑  «盲孤女» (en xinès (Xina)). [Consulta: 24 juny 2025].
2. ↑  «百度百科_全球领先的中文百科全书». [Consulta: 24 juny 2025].